# Nikolauskirche (Scheer)

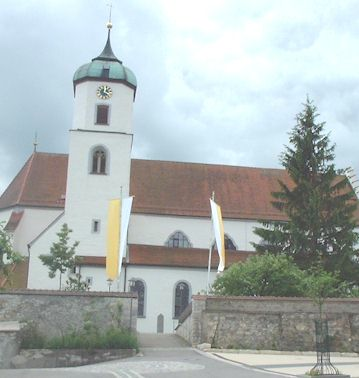
Pfarrkirche St. Nikolaus in Scheer

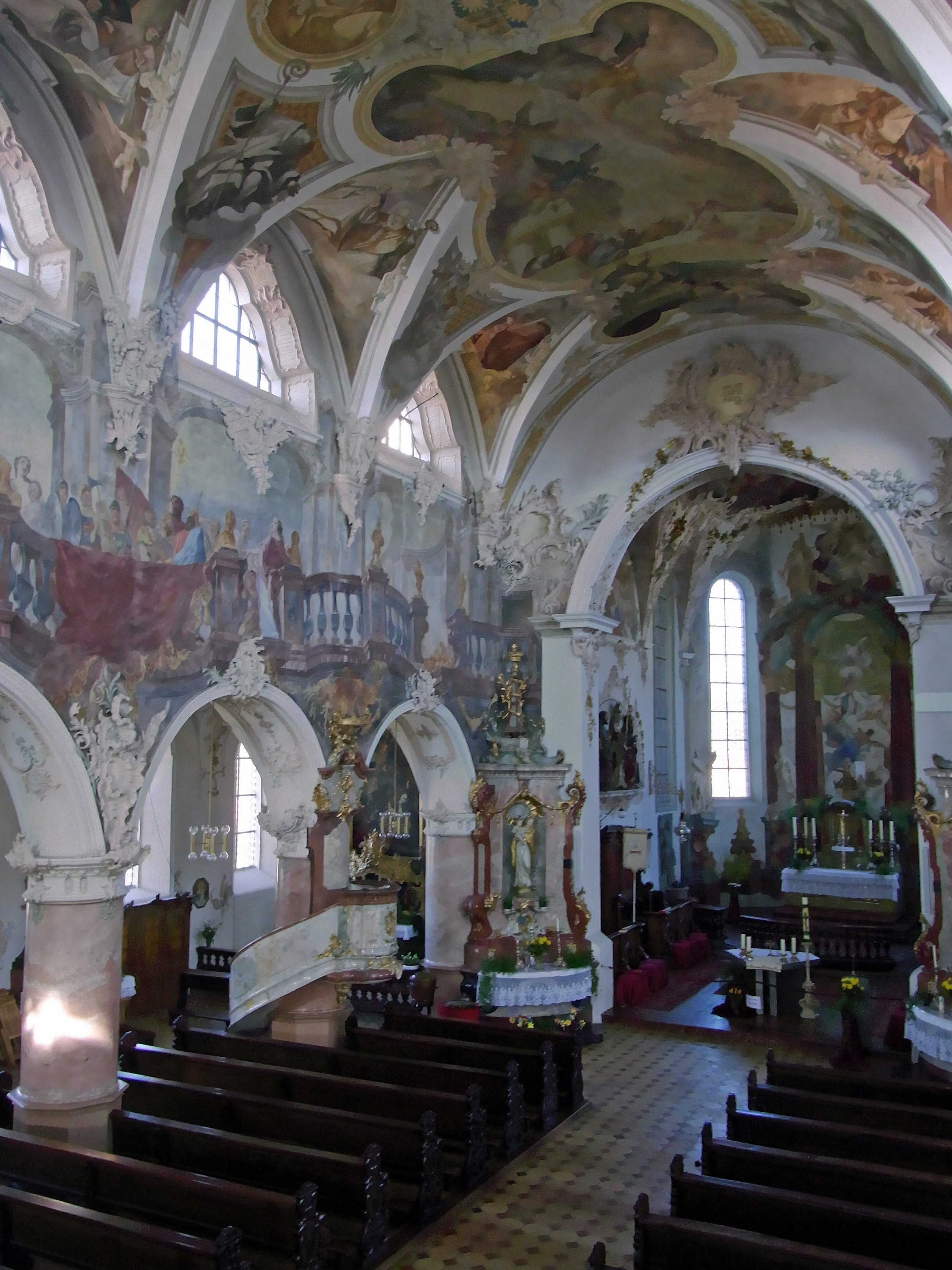
Blick durch das Kirchenschiff

Die Pfarrkirche St. Nikolaus ist ein katholisches Kirchengebäude in der Stadt Scheer im Landkreis Sigmaringen in Baden-Württemberg.

## Geschichte
Die Kirche mit gotischen Astkreuz wurde im 14. Jahrhundert auf einem der letzten Kalkfelsen des Weißjura, bevor die Donau in einer weiten Schleife die Schwäbische Alb verlässt, erbaut. Im 18. Jahrhundert erhielt sie dann ein Rokokokleid. 

## Ausstattung
Die Kirche besitzt bedeutende Kunstschätze, wie etwa das Büstenreliquiar des Heiligen Wunibald und ein Sandsteinepitaph. Joseph Anton Feuchtmayer schuf die Stuckdekorationen und die Fresken wurden von Joseph Esperlin (1707–1775) gemalt. Ein restauriertes Diorama an der Außenwand zeigt den betenden Christus im Garten Gethsemane, im Hintergrund der Felsendom und die Al-Aqsa Moschee.
2009 wurde das Geläut im Turm mit seinen sechs Glocken erneuert.

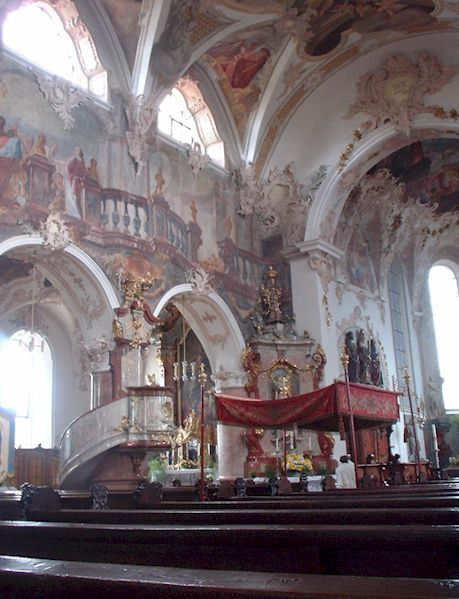
Fresken von Joseph Esperlin
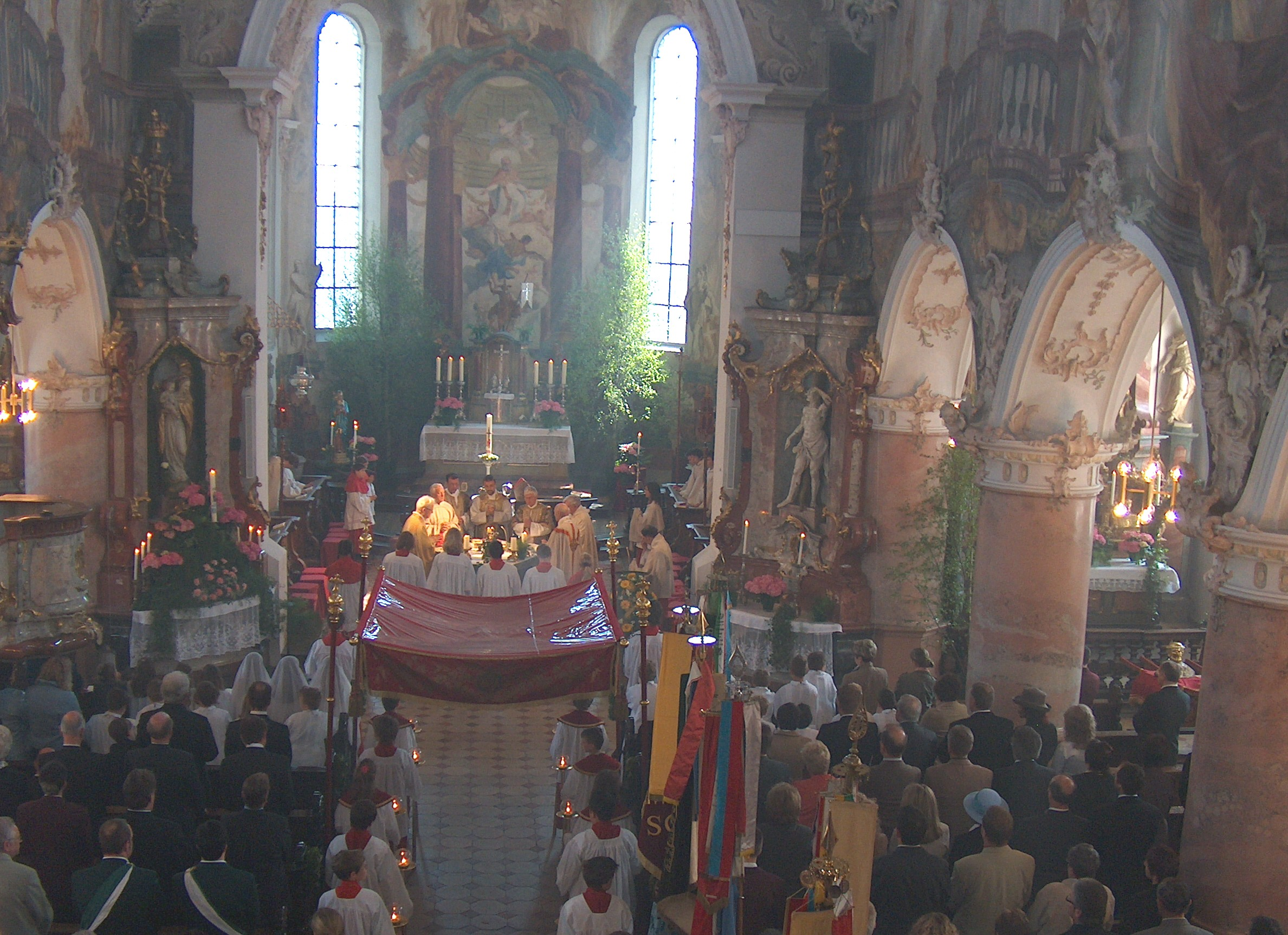
Die barocke Stadtkirche St. Nikolaus in Scheer

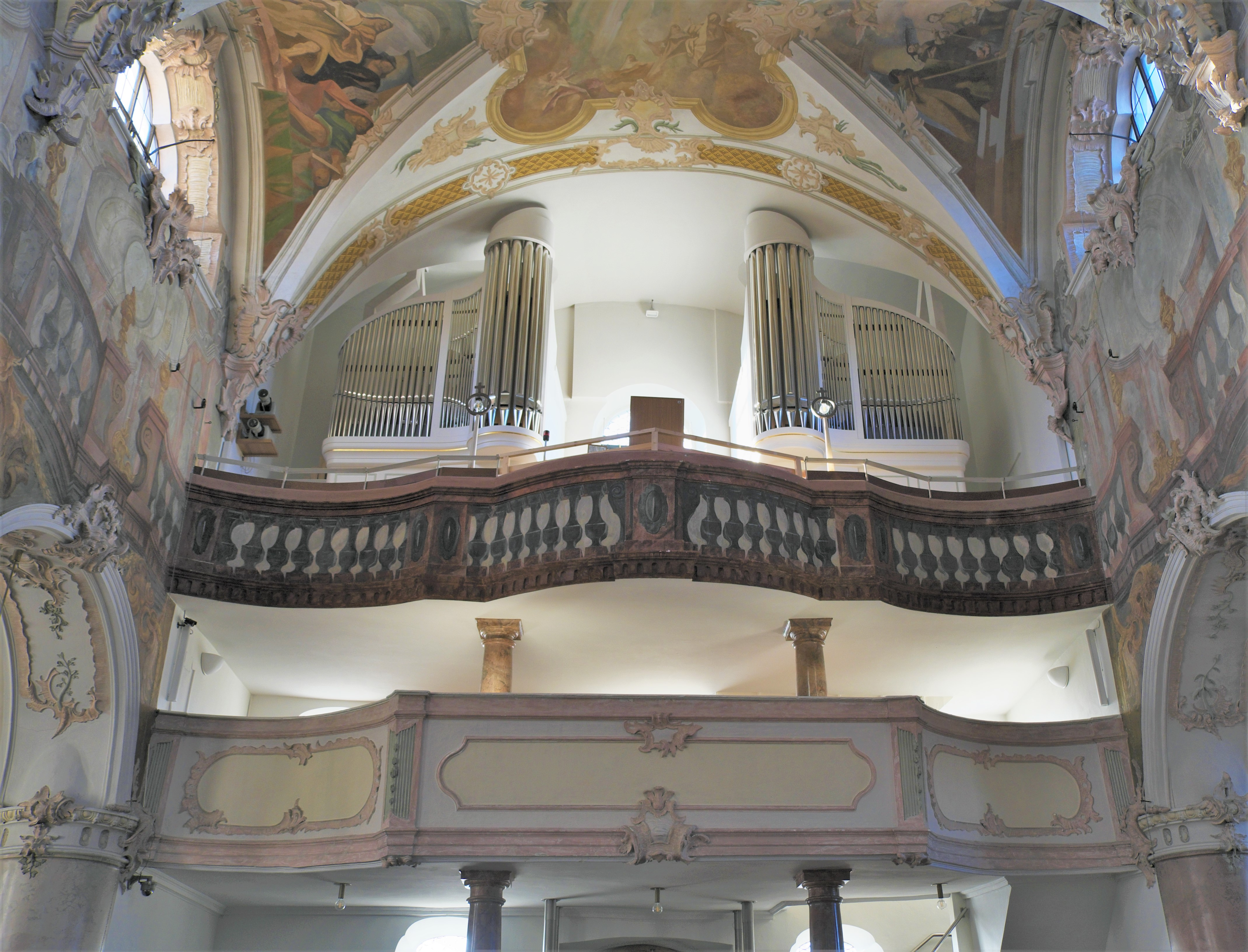
Orgel

2019 errichtete der Orgelbauer Tilman Trefz eine neue Orgel für die Kirche. Das Instrument hat 26 Register auf zwei Manualwerken und Pedalwerk erhalten.
| I Hauptwerk C–f3 |                  |     |
| 1.               | Copel            | 16' |
| 2.               | Principal        | 8'  |
| 3.               | Gedeckt          | 8'  |
| 4.               | Viola di Gamba 0 | 8'  |
| 5.               | Flauttravers     | 8'  |
| 6.               | Octav            | 4'  |
| 7.               | Hohlflaut        | 4'  |
| 8.               | Nazard           | 3'  |
| 9.               | Superoctav       | 2'  |
| 10.              | Sesquialtera II  |     |
| 11.              | Mixtur V         |     |
| 12.              | Trompette        | 8'  |

| II Echopositiv C–f3 |                  |    |
| 13.                 | Bordun           | 8' |
| 14.                 | Dulciana         | 8' |
| 15.                 | Bifara           | 8' |
| 16.                 | Quintadena       | 8' |
| 17.                 | Octav douce      | 4' |
| 18.                 | Spitzflaut       | 4' |
| 19.                 | Flagiolett       | 2' |
| 20.                 | Cornett II-III 0 |    |
| 21.                 | Clarinet         | 8' |
|                     | Tremulant        |    |

| Pedalwerk C–d1 |               |     |
| 22.            | Subbaß        | 16' |
| 23.            | Oktavbaß      | 8'  |
| 24.            | Flaut douce 0 | 8'  |
| 25.            | Posaune       | 16' |
| 26.            | Trompette     | 8'  |

- Koppeln: II/I, I/P, II/P.

## Eduard Mörike
Das Gedicht „Josephine“ von Eduard Mörike soll hier seinen Ursprung haben.
Das Hochamt war. Der Morgensonne Blick
Glomm wunderbar im süßen Weihrauchscheine;
Der Priester schwieg; nun brauste die Musik
Vom Chor herab zur Tiefe der Gemeine.
So stürzt ein sonnetrunkner Aar
Vom Himmel sich mit herrlichem Gefieder,
So läßt Jehovens Mantel unsichtbar
Sich stürmend aus den Wolken nieder.
Dazwischen hört ich eine Stimme wehen,
Die sanft den Sturm der Chöre unterbrach;
Sie schmiegte sich mit schwesterlichem Flehen
Dem süß verwandten Ton der Flöte nach.
Wer ist's, der diese Himmelsklänge schickt?
Das Mädchen dort, das so bescheiden blickt.
Ich eile sachte auf die Galerie;
Zwar klopft mein Herz, doch tret ich hinter sie.
Hier konnt ich denn in unschuldsvoller Lust
Mit leiser Hand ihr festlich Kleid berühren,
Ich konnte still, ihr selber unbewußt,
Die nahe Regung ihres Wesens spüren.
Mörike: Gedichte (Ausgabe 1867).